# Telematică
Telematica este acea disciplină științifică și tehnologică care analizează și implementează serviciile și aplicațiile care folosesc atât sistemele informatice⁠(d) cât și sistemele de telecomunicație, ca rezultat al uniunii ambelor discipline.
Sunt servicii sau aplicații telematice, spre exemplu, orice tip de comunicare prin intermediul internetului sau prin intermediul sistemului de poziționare globală (exemplu: trimiterea unui e-Mail într-o altă țară).

## Terminologie
Termenul „telematică” provine din fuziunea termenilor „telecomunicații” și „informatică”.
Este, de asemenea, folosit ocazional termenul de „teleinformatică”, un termen care s-a născut în disciplina de telecomunicații, pentru a desemna controlul de la distanță al sistemelor informatice, deși nu se descrie telematica ca atare.

## Definiție
Telematica acoperă un câmp științific și tehnologic de o considerabilă amplitudine, ce cuprinde studiul, proiectarea, gestiunea și aplicarea rețelelor și serviciilor de comunicații, pentru transportul, depozitarea și procesarea oricărui tip de informație (date, voce, video, etc), incluzând aici analiză și proiectare de tehnologii și de sisteme de comutare. Telematică include, printre alte concepte, următoarele planuri funcționale:
- Planul la nivel de utilizator, unde se distribuie și prelucrează informația serviciilor și aplicațiilor finale;
- Planul la nivel de semnalizare și de control, unde se distribuie și procesează informația de control a sistemului în sine, și a interacțiunii sale cu utilizatorul;
- Planul la nivel de gestiune, nivel la care se distribuie și prelucrează informațiile de operare și de gestionare a sistemului și a serviciilor, precum și interacțiunea acestora cu operatorii de rețea.

Fiecare dintre planuri (niveluri) este structurat în subsisteme numite entități de protocol, care la rândul său este situat de propria funcționalitate la diverse niveluri. Aceste niveluri sunt grupări de funcționalitate, și funcție de modelul de interconexiune al sistemelor deschise (OSI) al Organizației Internaționale de Standardizare (ISO) este compus din: nivelul fizic, nivelul de interconectare, nivelul de rețea, nivelul de transport de la extremă la extremă, nivelul de sesiune, nivelul de prezentare și nivelul de aplicare.
Tratează, de asemenea, de servicii precum ar fi tele-educație, comerț electronic (e-commerce) sau cum ar fi administrarea electronică (e-government), servicii Web, TV digitală, comutarea și arhitectura comutării, și, de asemenea, atinge teme cum ar fi analiza asupra prestațiilor, modelarea și simularea de rețele: optimizare, capacitate de planificare, inginerie de trafic și de design de rețea.
Într-o altă modalitate o găsim focalizată pe o activitate specifică, cum ar fi telematica educatională, unde se  dezvoltă uzitarea resurselor telematice direcționate către Educație, intre ele comunicarea interactiva, distribuirea de informații și uzul pedagogic al serviciilor.

## Originea termenului
Termenul telematică a fost utilizat mai întâi în Franța (télématique). În 1976, într-un raport comandat de către președintele francez și pregătit de către Simon Nora și Alain Minc (cunoscut sub numele de raportul Nora-Minc⁠(d) și distribuit sub titlul: Informatizarea Societății), care a dat o viziune incredibil de precisă asupra evoluției tehnologice viitoare.
Dar, ca și în Franța, și în țările anglo-saxone există, de asemenea, disciplina telematica, care este denumita drept Computer and Communications (în limba engleză: 'Computerul și Comunicațiile) sau Compunication (un concept inventat de Gao Wen în articolul său Compunication: From Concept to Practice (De la Concept la Practică)). Cu toate acestea, există nuanțe cheie care fac distincția între cei doi termeni. Pentru a clarifica acest lucru, ar trebui să ne putem plasa în contextul respectivei epoci: pe de o parte Franța, care punea accent clar pe telecomunicații, ca un motor de transformare socială, în anii ' 70, în timp ce Statele Unite trăia o mare revoluție a informaticii. Astfel, Compunication (calculatoare + comunicație) marchează un model de avansată relevanță în ce privește sistemele informatice; telematica (télématique) la rândul său, făcând o referire mai punctuala la telecomunicația în sine. In actualitate, această diferență a originii s-a diluat, s-a pierdut, deja această disciplină științifică și tehnologica a convers complet la nivel mondial, și a format un singur corp de cunoștințe bine determinat. Născându-se în acest fel, actuala semnificație a conceptului telematica.

## Profilul de tehnician sau de inginer în telematică
Profilul profesional al tehnicianului sau al inginerului din telematică este unul generalist, axat pe dezvoltarea activității sale în diferite domenii, și prin urmare, spectrul activității profesionale a unui inginer în telematică este extrem de amplu. Licențiații pe această specializare au capacitatea de a efectua unele sau toate dintre sarcinile enumerate mai jos:
- Planificarea, implementarea, întreținerea și gestionarea, exploatarea, integrarea de tehnologii, etc, pentru domenii LAN, MAN și WAN, ele putând face uz atât de tehnologia prin cablu și de tehnologia wireless, precum și prin Internet/Intranet, etc pentru furnizarea de servicii de voce, ca date pentru diverse aplicații, de la servicii comune de Internet, pana la altele mai sofisticate, cum ar fi activitățile referitoare la implementarea și exploatarea rețelelor de telecomunicații în zonele (poligoanele) industriale dar și în sectorul domestic (locuințe, sau rețele de telefonie mobilă, precum Serviciul Mobil Terestru) pentru flote de vehicule, etc.
- Supravegherea, administrarea, participarea sau asistența tehnică pentru dezvoltatori și furnizori de echipamente și de sisteme de telecomunicații.
- Elaborarea de Proiecte de infrastructură comună pentru telecomunicații în clădiri (TIC)[10]).
- Audituri și design de rețea.
- Analiza, proiectarea și implementarea de sisteme și de instrumente de securitate atât pentru stocarea cât și transmiterea de informații, precum și la accesul în rețele și în sisteme.
- Diagnosticare și audituri de securitate.
- Înțelegerea conceptelor de bază ale arhitecturii de calculatoare și de servere, precum și principiile diverselor sisteme de operare.
- Proiectare și dezvoltare de servicii de telecomunicații, precum și punerea lor în serviciu, întreținerea serviciilor de bază, de tipul e-mail, transfer de fișiere, www, sau mai sofisticate, cum ar fi sistemele de comerț electronic (e-commerce) cu diversele lui aspecte de luate în considerare cum ar fi integrarea serviciilor cu instrumente de plată, instrumente și sisteme de securitate (criptografie, semnături digitale, etc), etc.
- Proiectarea de aplicații distribuite orientate spre administratia și comerțul electronic.
- Specificarea, proiectarea și implementarea de protocoale cu grade de calitate ale serviciilor pentru a se crea suportul necesar serviciilor de mass-media și al aplicațiilor transmise prin intermediul mass-media.
- Design de software de sisteme de timp real pentru aplicații de divertisment.
- Stăpânirea fundamentelor teoretice ale programării și utilizării practice ale limbajelor de programare pentru dezvoltarea de sisteme software
- Capacitatea de a proiecta și implementa baze de date și sisteme de informații.
- Cunoașterea elementelor de bază ale programarii protocoalelor de comunicații.
- Programare de dispozitive de acces la informații bazate pe rețele de telecomunicații, atât pe platformă UNIX cât și pe platformă Windows.
- Proiectare, implementare și administrare de rețele de calculatoare și de sisteme pentru transmiterea de date.
- Cunoașterea funcționarii fiecăruia dintre straturile  suitei protocolului TCP/IP (care provine din Suita OSI)

## Stive de protocoale de comunicație
Evoluția în domeniul protocoalelor de comunicații reprezintă o piatră de hotar fundamentală în dezvoltarea telematicii, fiind teoria și arhitectura acestor protocoale unul dintre conceptele fundamentale ale acesteia.
Un protocol este un set, un ansamblu de reguli care definește modul în care va evolua comunicarea între diversele noduri ale unei rețele de calculatoare.
Pentru a face față complexității rețelelor de calculatoare, protocoalele sunt organizate în suite împărțite în diferite niveluri, unde fiecare nivel al suitei oferă o serie de servicii nivelului superior, astfel încât să nu trebuiască să stăm permanent preocupați cu privire la implementarea respectivelor servicii. Cele două suite de protocol care sunt cele mai importante sunt familia de protocoale ale Internetului și familia de protocoale ale Modelului OSI.

Stiva de protocoale TCP/IP

Principala suită o constituie Stiva de Protocoale TCP/IP, care este alcătuită din patru niveluri:
1. Nivelul Aplicație: unde își au rezidența aplicațiile de rețea și protocoalele lor. Nivelul Aplicație include mai multe protocoale, cum ar fi HTTP, SMTP și FTP. Un protocol de nivel Aplicație este distribuit pe mai multe sisteme, sistemele terminale fiind cele care utilizează acele protocoale pentru schimbul de pachete de informații cu o altă aplicație a unui alt sistem terminal.
2. Nivelul Transport (Transport layer): transportă mesaje ale nivelului Aplicație între punctele terminale ale respectivei aplicații. În internet există două protocoale de transport, TCP și UDP, putând fiecare dintre ele să transporte mesaje provenite din nivelul Aplicație.
3. Nivelul Internet: acest nivel transferă pachetele provenite din stratul de rețea, cunoscute sub numele de datagrame⁠(d), de la un host la altul. Nivelul Internet include bine-cunoscutul protocol IP, cel care definește domeniile datagramelor, precum și modul în care acționează sistemele terminale, și routerele între aceste domenii. Acest nivel conține, de asemenea, protocoale de rutare care determină rutele pe care datagramele le urmează pe distanța între sursă și destinație.
4. Nivelul Legătură: nivelul de rețea se bazează pe acest nivel pentru a muta un pachet de la un nod (informatic) la o următoare rută. Concret, la fiecare nod, nivelul rețea pasează datagrama nivelului  legătură, care se ocupă cu transferul biților propriu-ziși către următoarea mașină.

Pe de altă parte, modelul Modelul OSI are trei niveluri în plus, ceea ce face un total de șapte niveluri:
1. Aplicație
2. Prezentare
3. Sesiune
4. Transport
5. Rețea
6. Legătură de date
7. Fizic

## Telematica în Spania
În Spania, diploma universitară (aprobat de Ministerul Spaniol al Educației ) de Inginer Tehnic Telematician a fost înființată în anul 1991, între timp  denumirea schimbându-se la aceea de Inginer Tehnic de Telecomunicații, cu specialitate în Telematica (ITT sp. Telematică) în 1995, o denumire sub care titlu  exista în 2008. Această titulatura (ITT sp. Telematică) se scotea la concurs în 22 de universități spaniole.
În anul 2008, reforma sistemului de educație (cunoscut sub numele de Plan Bologna) a condus la modificarea titulaturii de la forma ITT sp. Telematică la a fi fost înlocuit cu titlul de Licențiat în Ingineria Telematica.
Astfel, sunt scoase la concurs, diverse studii de master în domeniul telematicii, atât la nivel de Titluri Proprii ale diverselor universități, după cum si Titluri Oficiale adaptate la Spațiul UE al Învățământului Superior.